# Methandisulfonsäure
Methandisulfonsäure (Trivialname Methionsäure) ist eine chemische Verbindung und eine Säure, deren Säurestärke der von Schwefelsäure ähnelt.

## Gewinnung und Darstellung
Methandisulfonsäure wird industriell durch Behandlung von Methansulfonsäure mit Oleum gewonnen.